# 吉尔施泰特
吉尔施泰特（德語：Gierstädt）是德国图林根州的市镇，隶属于哥达县。总面积为10.6平方千米，截至2023年12月31日总人口为778人。